# 激发态

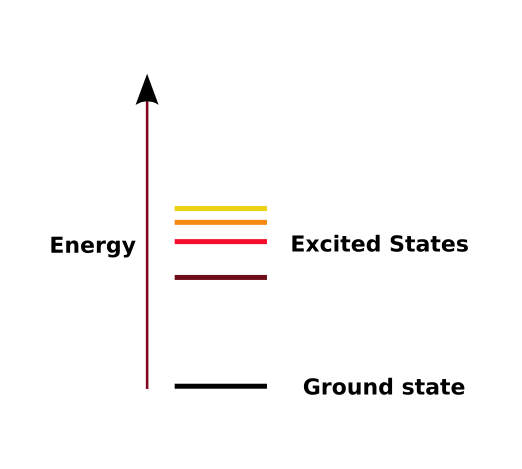
在吸收能量之后，一个电子会从基态上升至能量较高的激发态

激发（excited）是在任意能级上能量的提升。在物理学中有对于这种能级有专门定义：往往与一个原子被激发至激发态有关。
在量子力学中，一个系统（例如一个原子，分子或原子核）的激发态（excited state）是该系统中任意一个比基态具有更高能量的量子态（也就是说它具有比系统所能具有的最低能量要高的能量）。
一般来说，处于激发态的系统都是不稳定的，只能维持很短的时间：一个量子（例如一个光子或是一个声子）在发生自发辐射或受激辐射后，只在能量被提升的瞬间存在，随即返回具有较低能量的状态（一个较低的激发态或基态）。这种能量上的衰减一般被称为“衰变”（decay），它是“激发”的逆过程。
持续时间较长的激发态被叫做亚稳态（metastable）。同质异能素与单线态氧（singlet oxygen）就是其中的两个例子。

## 原子的激发态
一般以最简单的氢原子为模型来讨论这一概念。
氢原子的基态对应的是氢原子中唯一的一个电子处于可能达到的最低的原子轨道（也就是波函数呈球形的1s轨道，它具有最小的量子数）。当外界向该原子提供能量时（例如，吸收一个具有一定能量的光子），原子中的电子就可以提升到激发态（这时它的量子数比可能的最小的量子数至少多1）。如果入射光子能量足够大，该电子会从对于该原子的束缚态中被“打”出来，失去了电子的原子即离子化了。 
在被激发后，原子会以发射一个具有特定能量的光子的形式回到能量较低的激发态（或是基态）。处于不同激发态的原子发射的光子具有不同的电磁波谱，这显示出它们各自独特的谱线（亦称“发射线”）。这些谱线中，以氢原子为例的氢原子光谱（亦称“氢线”），含有莱曼系（Lyman series）、巴耳末系（Balmer series）、帕申系（Paschen series）、布拉开线系（Brackett series）、蒲芬德系（Pfund series）及汉弗莱斯系（Humphreys series）。
处于较高激发态的原子被称为里德伯原子。一个由高度激发的原子组成的系统可以形成寿命较长的凝聚激发态，例如完全由激发态原子组成的凝聚相——里德伯物质（Rydberg matter）。氢气同样可以在加热或通电的条件下进入激发态。

## 气体扰动激发
如果一个或多个分子被提升至动能级使得造成的流速分布与平衡状态波尔兹曼分布相分离，则一个气体分子的集合可以被认为处于激发态中。这种现象，尤其是二维气体的某些细节已经被研究——分析到达平衡状态所需的时间。